# Martín Muñoz de Ayllón
Martín Muñoz de Ayllón es una localidad, pedanía del municipio de Riaza, de la provincia de Segovia en la comunidad de Castilla y León.
Enclavada en la vertiente norte de la sierra de Ayllón, se encuentra en las rutas turísticas llamadas de la Arquitectura Amarilla, Arquitectura Roja y Arquitectura Negra.
Tiene menos de 20 habitantes en invierno, 60 o 70 los meses de verano. Sus vistas a la sierra de Ayllón son muy hermosas, la carretera acaba en este precioso paraje. La tranquilidad que se respira es incomparable, sobre todo teniendo en cuenta que se encuentra a hora y media de Madrid. La vegetación predominante es el roble y los árboles frutales como el castaño, peral, manzano, gerval. También abundan las zarzas repletas de moras. Tres ríos bañan las faldas de las montañas, cuyo agua nutre las cañerías de Alquité, Villacorta, Serracín, Madriguera y el propio Martín Muñoz. Hay un molino rehabilitado, perteneciente a un particular, que se puede ver dando un paseo.
Su iglesia, San Martín de Tours, Patrono del lugar, del siglo XII, ha sido reconstruida recientemente gracias al esfuerzo de sus vecinos y antiguos vecinos que emigraron.
Tuvo canteras de pizarra que se utilizaron para la cubierta del Palacio de la Granja y para el suelo de la Catedral de Segovia.
Actualmente existe un proyecto de creación de un espacio dedicado al arte y al paisaje, de la mano de apgallery, una iniciativa novedosa en la comarca que pretende relacionar el arte contemporáneo y el paisaje a través de distintas disciplinas artísticas. También ofrece la fórmula de taller y residencia para artistas que accedan a trabajar en un entorno único.

## Demografía
| 17            | 13 | 14 | 16 | 14 | 14 | 13 | 13 | 12 | 8 | 6 | 6 | 5 |
| (Fuente: INE) |    |    |    |    |    |    |    |    |   |   |   |   |

## Historia

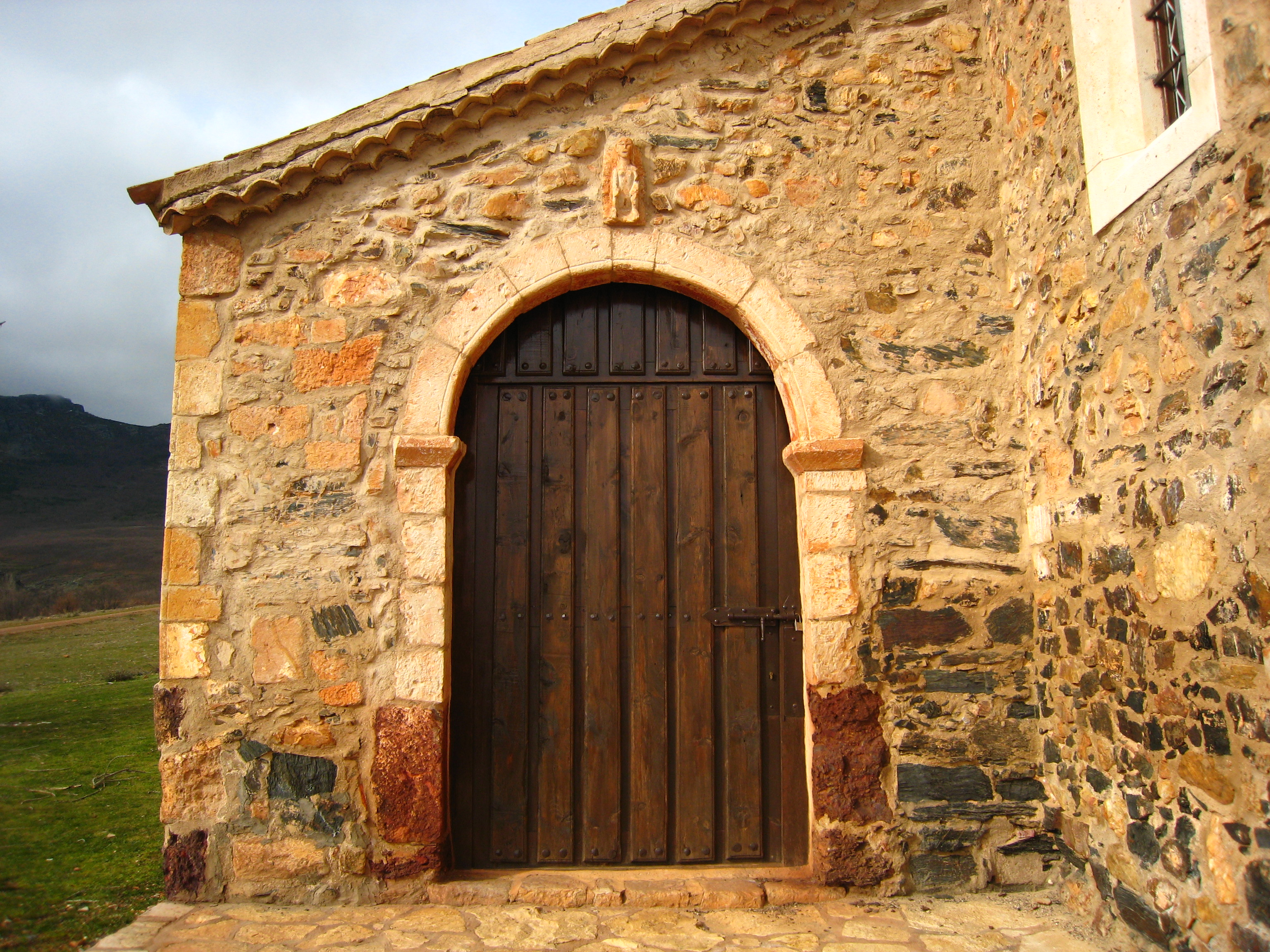
Puerta de la iglesia de Martín Muñoz, con figura femenina.

El nombre proviene de un general del Cid llamado Martín Muñoz (citado en el Cantar del Mio Cid) que se casó con Ximena Becudo que, a su vez, era hermana de dos caballeros llamados Pedro Rodríguez Becudo y Gutierre Becudo, que durante la reconquista fueron héroes famosos en la época por haber tomado la ciudad de Cuenca en 1110 y que, por esa y otras hazañas, les habían concedido extensos territorios que aportaron como dote para el matrimonio de su hermana. Las gentes que acompañaban al caballero Martín Muñoz, marido de Gimena, se establecieron en poblados que, el propio Martín Muñoz y su esposa posteriormente, dieron los nombres de sus hijos y otros familiares. De esta forma aparecieron pueblos como Blasco Muñoz (AV), Gutierre-Muñoz (AV), Martín Muñoz de Ayllón, Martín Muñoz de las Posadas (SG) o Armuña (SG), que así se llamaba su hija.
En 1979 el municipio de Villacorta, que entonces contaba con las pedanías de Alquité y Martín Muñoz de Ayllón, anexionadas ambas sobre 1850, desapareció, agregándose al municipio de Riaza.
La localidad pertenecía a la Comunidad de Villa y Tierra de Ayllón estando englobada en el Sexmo de Saldaña junto a: Aldealázaro, Ribota, Saldaña de Ayllón, Valvieja y Alquité.